# T.E.L.I...
T.E.L.I... – trzeci album studyjny polskiej grupy muzycznej Hunter. Wydawnictwo ukazało się w maju 2005 roku nakładem wytwórni muzycznej Metal Mind Productions. Nazwa albumu swój rodowód odnajduje w Biblii – Terribilis Est Locus Iste (Gen 28,17) – oznacza Straszne jest to miejsce. Materiał nagrano i zmiksowano w marcu i kwietniu 2005 w Studio SONUS. Wydano również drugą wersję płyty z piętnastoma utworami śpiewanymi w języku angielskim. Wersja limitowana została wzbogacona o dwa utwory ("Niepokój" i "Łosiem") oraz jeden teledysk.
Album dotarł do 7. miejsca zestawienia OLiS. Pochodzący z płyty utwór "Pomiędzy niebem a piekłem" dotarł do 1. i 8. miejsca, odpowiednio Szczecińskiej Listy Przebojów oraz Listy Przebojów Programu Trzeciego Polskiego Radia.

## Lista utworów
Opracowano na podstawie materiału źródłowego.
| Nr  | Tytuł utworu                | Słowa                | Muzyka                                          | Długość |
| --- | --------------------------- | -------------------- | ----------------------------------------------- | ------- |
| 1.  | „Intro”                     | utwór instrumentalny | Paweł Grzegorczyk                               | 0:10    |
| 2.  | „T.E.L.I...”                | Paweł Grzegorczyk    | Paweł Grzegorczyk, Michał Jelonek               | 4:35    |
| 3.  | „Wersety”                   | Paweł Grzegorczyk    | Paweł Grzegorczyk, Michał Jelonek, Andrzej Karp | 4:44    |
| 4.  | „BiałoCzerw”                | Paweł Grzegorczyk    | Paweł Grzegorczyk                               | 6:00    |
| 5.  | „NieRaj”                    | Paweł Grzegorczyk    | Paweł Grzegorczyk                               | 4:14    |
| 6.  | „Krzyk kamieni”             | Paweł Grzegorczyk    | Paweł Grzegorczyk                               | 7:00    |
| 7.  | „Wyznawcy”                  | Paweł Grzegorczyk    | Paweł Grzegorczyk                               | 2:30    |
| 8.  | „$$$$$$$$...”               | Paweł Grzegorczyk    | Paweł Grzegorczyk                               | 5:03    |
| 9.  | „Płytki dołek”              | Paweł Grzegorczyk    | Paweł Grzegorczyk, Michał Jelonek               | 3:53    |
| 10. | „Przy wódce...”             | Paweł Grzegorczyk    | Paweł Grzegorczyk, Piotr Kędzierzawski          | 3:45    |
| 11. | „Pomiędzy niebem a piekłem” | Paweł Grzegorczyk    | Paweł Grzegorczyk, Andrzej Karp                 | 3:20    |
| 12. | „Osiem”                     | Paweł Grzegorczyk    | Paweł Grzegorczyk, Andrzej Karp                 | 6:06    |
| 13. | „Outro”                     | utwór instrumentalny | Andrzej Karp                                    | 0:50    |
|     |                             |                      |                                                 | 52:10   |

| Edycja anglojęzyczna | Edycja anglojęzyczna      | Edycja anglojęzyczna |
| Nr                   | Tytuł utworu              | Długość              |
| -------------------- | ------------------------- | -------------------- |
| 1.                   | „Intro”                   | 0:15                 |
| 2.                   | „T.E.L.I...”              | 4:55                 |
| 3.                   | „Shallow Hole”            | 3:40                 |
| 4.                   | „Verses”                  | 5:00                 |
| 5.                   | „The Leader”              | 3:55                 |
| 6.                   | „Screamin' Stones”        | 6:50                 |
| 7.                   | „notHeaven”               | 4:05                 |
| 8.                   | „Greedy Monster”          | 6:15                 |
| 9.                   | „Believerse”              | 2:20                 |
| 10.                  | „RedWhiteNess”            | 5:40                 |
| 11.                  | „$$$$$$$$...”             | 5:00                 |
| 12.                  | „Dummy”                   | 3:10                 |
| 13.                  | „Loneliness”              | 4:15                 |
| 14.                  | „Between Heaven and Hell” | 3:18                 |
| 15.                  | „Outro”                   | 2:00                 |
|                      |                           | 1:00:38              |

## Twórcy
Opracowano na podstawie materiału źródłowego.

- Paweł "Drak" Grzegorczyk – śpiew, gitara, produkcja muzyczna
- Grzegorz "Brooz" Sławiński – perkusja
- Piotr "Pit" Kędzierzawski – gitara
- Konrad "Saimon" Karchut – gitara basowa
- Michał "Jelonek" Jelonek – skrzypce, produkcja muzyczna
- Andrzej "Aka" Karp – produkcja muzyczna, inżynieria, miksowanie, gościnnie pozostałe instrumenty
- Jacek "Budyń" Szymkiewicz – gościnnie instrumenty klawiszowe
- Marcin "Narcel" Płoński – inżynieria dźwięku, miksowanie
- Piotr "Lasko" Laskowski – inżynieria dźwięku
- Julita Emanuiłow – mastering